# おはようSUNSUN原田伸郎
おはようSUNSUN原田伸郎（おはようさんさんはらだのぶろう）は、毎日放送ラジオ（MBSラジオ）で、2003年9月29日から2005年4月1日まで放送されていたラジオ番組である。

## 放送時間
- 毎週月曜日～金曜日　6:00-7:45

## 出演者
- 原田伸郎
- 増井孝子（月～水）
- 塩田えみ（木・金）

## 他の出演者
- 大月勇（MBSアナウンサー）
- 馬場尚子
- 伊東正治（元MBSアナウンサー、現在はMBSラジオチーフ・ディレクター）

## 番組内のミニ番組
- SUZUKIハッピーモーニング・いってらっしゃいシリーズ
- 朝の歳時記